# Shannon (Georgia)
Shannon – jednostka osadnicza w Stanach Zjednoczonych, w stanie Georgia, w hrabstwie Floyd.